# Psiloderces nasicornis
Psiloderces nasicornis es una especie de arañas araneomorfas de la familia Ochyroceratidae.

## Distribución geográfica
Es endémica del norte de Célebes (Indonesia), se puede encontrar dentro del parque nacional Bogani Nani Wartabone.